# Gran Premio di superbike di Misano Adriatico 1996
Il Gran Premio di Superbike di Misano Adriatico 1996 è stata la prima prova su dodici del Campionato mondiale Superbike 1996, è stato disputato il 14 aprile sul Santamonica e ha visto la vittoria di John Kocinski in gara 1, lo stesso pilota si è ripetuto anche in gara 2.
Pur essendo disputata su un circuito situato in Italia, la gara è considerata come prova di San Marino.
Per il pilota statunitense John Kocinski, in arrivo in questa categoria dopo aver gareggiato nel motomondiale e avervi ottenuto un titolo iridato, si è trattato di un weekend completato anche dalla pole position e dal giro più veloce nella prima gara.

## Risultati

John Kocinski in piega su Ducati 916 nel corso del suo vittorioso fine settimana al Santamonica

### Gara 1

#### Arrivati al traguardo[3]
| Pos. | Nº | Pilota               | Motocicletta | Tempo     | Griglia | Punti |
| ---- | -- | -------------------- | ------------ | --------- | ------- | ----- |
| 1º   | 11 | John Kocinski        | Ducati       | 39:49.259 | 1º      | 25    |
| 2º   | 2  | Troy Corser          | Ducati       | +0:11.061 | 2º      | 20    |
| 3º   | 7  | Pierfrancesco Chili  | Ducati       | +0:14.990 | 7º      | 16    |
| 4º   | 6  | Simon Crafar         | Kawasaki     | +0:16.963 | 5º      | 13    |
| 5º   | 4  | Anthony Gobert       | Kawasaki     | +0:18.152 | 6º      | 11    |
| 6º   | 3  | Aaron Slight         | Honda        | +0:22.035 | 9º      | 10    |
| 7º   | 1  | Carl Fogarty         | Honda        | +0:34.951 | 11º     | 9     |
| 8º   | 44 | Christer Lindholm    | Ducati       | +0:36.972 | 8º      | 8     |
| 9º   | 5  | Wataru Yoshikawa     | Yamaha       | +0:37.532 | 10º     | 7     |
| 10º  | 8  | Piergiorgio Bontempi | Kawasaki     | +0:39.961 | 15º     | 6     |
| 11º  | 45 | Colin Edwards        | Yamaha       | +0:40.252 | 4º      | 5     |
| 12º  | 9  | Neil Hodgson         | Ducati       | +0:47.513 | 3º      | 4     |
| 13º  | 67 | Mike Hale            | Ducati       | +0:51.512 | 16º     | 3     |
| 14º  | 30 | Brian Morrison       | Ducati       | +1:11.536 | 17º     | 2     |
| 15º  | 41 | Michaël Paquay       | Ducati       | +1:21.251 | 20º     | 1     |
| 16º  | 14 | Jochen Schmid        | Kawasaki     | +1:22.410 | 14º     |       |
| 17º  | 10 | John Reynolds        | Suzuki       | +1:27.772 | 13º     |       |
| 18º  | 19 | Stéphane Chambon     | Ducati       | +1:28.044 | 19º     |       |
| 19º  | 43 | Bernhard Schick      | Ducati       | +1 giro   | 22º     |       |
| 20º  | 34 | Ferdinando Di Maso   | Ducati       | +1 giro   | 26º     |       |
| 21º  | 70 | Redamo Assirelli     | Yamaha       | +1 giro   | 25º     |       |
| 22º  | 15 | Bernard Hänggeli     | Honda        | +1 giro   | 27º     |       |
| 23º  | 31 | Ioannis Boustas      | Ducati       | +1 giro   | 24º     |       |
| 24º  | 24 | Anders Rasmussen     | Yamaha       | +1 giro   | 30º     |       |
| 25º  | 18 | Igor Jerman          | Kawasaki     | +1 giro   | 23º     |       |

#### Ritirati
| Nº | Pilota              | Motocicletta | Giri     | Griglia |
| -- | ------------------- | ------------ | -------- | ------- |
| 13 | Andreas Meklau      | Ducati       | +2 giri  | 21º     |
| 35 | Antonio Giangiacomo | Ducati       | +19 giri | 31º     |
| 40 | Anton Gruschka      | Yamaha       | +21 giri | 28º     |
| 16 | Paolo Casoli        | Ducati       | +23 giri | 18º     |
| 36 | Kirk McCarthy       | Suzuki       | +23 giri | 12º     |

### Gara 2

#### Arrivati al traguardo[4]
| Pos. | Nº | Pilota               | Motocicletta | Tempo     | Griglia | Punti |
| ---- | -- | -------------------- | ------------ | --------- | ------- | ----- |
| 1º   | 11 | John Kocinski        | Ducati       | 39:45.713 | 1º      | 25    |
| 2º   | 2  | Troy Corser          | Ducati       | +0:01.031 | 2º      | 20    |
| 3º   | 7  | Pierfrancesco Chili  | Ducati       | +0:12.832 | 7º      | 16    |
| 4º   | 6  | Simon Crafar         | Kawasaki     | +0:14.634 | 5º      | 13    |
| 5º   | 3  | Aaron Slight         | Honda        | +0:19.500 | 9º      | 11    |
| 6º   | 1  | Carl Fogarty         | Honda        | +0:28.091 | 11º     | 10    |
| 7º   | 45 | Colin Edwards        | Yamaha       | +0:32.567 | 4º      | 9     |
| 8º   | 67 | Mike Hale            | Ducati       | +0:33.621 | 16º     | 8     |
| 9º   | 44 | Christer Lindholm    | Ducati       | +0:36.673 | 8º      | 7     |
| 10º  | 8  | Piergiorgio Bontempi | Kawasaki     | +0:36.837 | 15º     | 6     |
| 11º  | 5  | Wataru Yoshikawa     | Yamaha       | +0:41.576 | 10º     | 5     |
| 12º  | 36 | Kirk McCarthy        | Suzuki       | +0:46.824 | 12º     | 4     |
| 13º  | 16 | Paolo Casoli         | Ducati       | +0:54.365 | 18º     | 3     |
| 14º  | 14 | Jochen Schmid        | Kawasaki     | +1:16.289 | 14º     | 2     |
| 15º  | 41 | Michaël Paquay       | Ducati       | +1:26.635 | 20º     | 1     |
| 16º  | 19 | Stéphane Chambon     | Ducati       | +1:27.852 | 19º     |       |
| 17º  | 34 | Ferdinando Di Maso   | Ducati       | +1 giro   | 26º     |       |
| 18º  | 24 | Anders Rasmussen     | Yamaha       | +1 giro   | 30º     |       |
| SQ   | 4  | Anthony Gobert       | Kawasaki     | +         | 6º      |       |

#### Ritirati
| Nº | Pilota              | Motocicletta | Giri     | Griglia |
| -- | ------------------- | ------------ | -------- | ------- |
| 18 | Igor Jerman         | Kawasaki     | +2 giri  | 23º     |
| 30 | Brian Morrison      | Ducati       | +5 giri  | 17º     |
| 10 | John Reynolds       | Suzuki       | +8 giri  | 13º     |
| 9  | Neil Hodgson        | Ducati       | +10 giri | 3º      |
| 31 | Ioannis Boustas     | Ducati       | +10 giri | 24º     |
| 15 | Bernard Hänggeli    | Honda        | +15 giri | 27º     |
| 35 | Antonio Giangiacomo | Ducati       | +18 giri | 31º     |
| 43 | Bernhard Schick     | Ducati       | +21 giri | 22º     |
| 70 | Redamo Assirelli    | Yamaha       | +21 giri | 25º     |
| 40 | Anton Gruschka      | Yamaha       | +24 giri | 28º     |